# Мелдерис, Висвалдис
Ви́свалдис Ме́лдерис (латыш. Visvaldis Melderis; 19 января 1915, Митава — 14 июля 1944, Опочка) — латвийский баскетболист, чемпион Европы 1935 года, серебряный призёр чемпионата Европы 1939 года.

## Биография
На клубном уровне играл за АСК, становился в составе команды двукратным чемпионом Латвии (1939, 1940) и чемпионом Латвийской ССР (1941).
За сборную Латвии сыграл 40 матчей — рекордный показатель в период первой независимости. Входил в состав сборной на победном для Латвии чемпионате Европы 1935 года и был включён в протоколы, но участвовал ли непосредственно в играх — неизвестно. Так или иначе, принял участие во всех крупных европейских турнирах 30-х годов на уровне сборных команд: на Олимпийских играх 1936 года в трёх матчах набрал 8 очков, а на чемпионате Европы 1937 года — 7 очков в 4 играх. На чемпионате Европы 1939 года, по итогам которого латвийцы заняли второе место, набрал в 7 матчах 89 очков.
Помимо баскетбола, играл в футбол и занимался лёгкой атлетикой. В 1934 году стал бронзовым призёром чемпионата Латвии в толкании ядра.
Во время Второй мировой войны служил в Латышском добровольческом легионе СС, в 19-й гренадерской дивизии. Погиб в бою в Калининской области, под Опочкой.